# Hotline Miami
Hotline Miami es un videojuego de acción independiente estilo shoot 'em up desarrollado por Dennaton Games, equipo compuesto por Jonatan Söderström y Dennis Wedin, quienes previamente colaboraron en Keyboard Drumset Fucking Werewolf. El juego fue publicado por Devolver Digital y fue lanzado el 23 de octubre de 2012 en Windows.
Ambientado en 1989 en Miami, el juego gira principalmente en torno a un protagonista silencioso sin nombre, apodado "Jacket", que ha estado recibiendo mensajes codificados en su contestador automático indicándole que cometa masacres contra la mafia rusa local. El juego combina la perspectiva cenital con el sigilo, la violencia extrema y la narrativa surrealista, junto con una banda sonora y efectos visuales inspirados en la cultura de los 80. Hotline Miami se encuentra fuertemente influenciado en parte por la película policíaca neo-noir de 2011 Drive, dirigida por Nicolas Winding Refn.
Tras su lanzamiento, el videojuego recibió elogios por parte de la crítica, destacando su narrativa, temas, música y jugabilidad. Desde entonces, Hotline Miami se ha convertido en un videojuego de culto, y ha sido citado como un videojuego independiente muy influyente. Una secuela, Hotline Miami 2: Wrong Number, fue lanzada el 10 de marzo de 2015.

## Sistema de juego
Hotline Miami está dividido en quince capítulos, que se subdividen en cuatro fases. Al comienzo del capítulo se le pide al jugador que seleccione una máscara, la cual ofrece ventajas y desventajas. En cada etapa el jugador se debe desplazar por un escenario visto desde una perspectiva cenital, y su objetivo suele ser matar a todos los oponentes. Ocasionalmente, también se debe derrotar a un jefe al final del capítulo o buscar elementos clave a medida que se explora; pero la mayoría de los niveles son fieles al objetivo mencionado anteriormente. Asimismo, el jugador tiene acceso a una amplia variedad de armas para combate cuerpo a cuerpo y armas a distancia, los cuales serán necesarias para conseguir los desafíos a medida que avanza ya sea mediante tácticas sigilosas o a través del uso de la fuerza bruta.

## Temática del juego
El juego se caracteriza por poseer una fuerte ambientación ochentera pudiéndose notar en la moda con la que visten los personajes, el modelo de los vehículos y la decoración de ciertos lugares en los que se ubica el protagonista en cada nivel. Y tiene también la apariencia de ser un juego lanzado en el mismo año en el que transcurre su historia por su denotado pixelaje.
Constantemente la pantalla de juego está llena de una gama de colores psicodélicos que se alternan, evitando así crear un ambiente monótono. Es notable la música, que contrasta con la iluminación, los colores y el nivel de acción que cada episodio posee.
Difícilmente el episodio a jugar puede ser completado sin que el escenario sea una sangrienta mutilación de los enemigos, ya que es necesario acabar con todos para proseguir a una siguiente etapa, recordando así a los típicos juegos de modalidad Beat 'em up.

## Argumento
Jacket se despierta en su apartamento el 3 de abril de 1989. Recibe un correo de voz sobre una supuesta entrega de galletas a su casa. Jacket encuentra el paquete fuera el cual contiene una máscara de gallo y las instrucciones para robar,  y luego entregar un maletín. Las instrucciones le animan a asesinar a los delincuentes que tienen la caja. Después de entregar el maletín, es atacado por un hombre sin hogar. Después de matarlo, se quita la máscara y vomita. Jacket sigue recibiendo más mensajes de voz, cada uno de los cuales es el escenario de un nuevo nivel. Después de cada nivel, se detiene, ya sea en un bar, pizzería, o tienda de videos. Él encuentra el mismo hombre barbudo de trabajo en cada tienda, que le da aliento y todo lo que quiere de forma gratuita. A raíz de un mensaje de voz se dirige al lugar de un productor de cine, Jacket rescata a una chica drogada que estaba siendo abusada sexualmente y la lleva a su casa. Con el tiempo, comienza una relación con la mujer, sin dejar de asesinar a mafiosos, a petición de los mensajes de voz.